# Gérard Galopin
Pour les articles homonymes, voir Galopin.
Gérard Galopin, né le 31 octobre 1849 à Huy et mort le 29 mai 1921 à Liège, est un avocat, magistrat et professeur d'université belge.

## Biographie
Gérard Galopin est issu d'une ancienne famille liégeoise. Il épouse Marie Schindeler avec qui il a un fils, Alexandre Galopin qui deviendra gouverneur de la Société générale de Belgique.
Il obtient un diplôme de docteur en droit et embrassa la carrière d'avocat puis de magistrat.
Il est également professeur extraordinaire à l'université de Liège, doyen de la Faculté de droit en 1881 et recteur en 1893. Il est ensuite membre et ensuite vice-président du Conseil colonial.

## Distinctions[1]
- Grand officier de l'ordre de Léopold
- Grand officier de l'ordre de la Couronne
- Croix civique de 1ère classe.